# Tomáš Hüner
Tomáš Hüner (* 26. června 1959 Ostrava) je český manažer, od prosince 2017 do června 2018 ministr průmyslu a obchodu ČR v první Babišově vládě, předtím v letech 2006 až 2011 náměstek ministra průmyslu a obchodu ČR, nestraník za hnutí ANO 2011.

## Život
Vystudoval katedru tepelných strojů a jaderných zařízení Fakulty strojní na Vysokém učení technickém v Brně (získal titul Ing.).
Celou svou profesní kariéru se pohybuje v oblasti energetiky a průmyslu. V letech 1984 až 1994 pracoval v Elektrárně Dětmarovice a své působení zakončil na pozici náměstka ředitele pro výrobu. V letech 1995 až 2003 byl generálním ředitelem a předsedou představenstva Severomoravské energetiky. Působil rovněž v dozorčích radách provozovatele energetické sítě, a to v letech 2006 až 2014 jako předseda dozorčí rady ČEPS a v letech 2011 až 2014 jako předseda dozorčí rady OTE.
Od roku 2004 pracoval na pozici country manažera společnosti ČEZ v Bulharsku, kde řídil bulharské distribuční společnosti po jejich akvizici skupinou ČEZ. Po odchodu z Ministerstva průmyslu a obchodu ČR působí jako manažer ve společnosti Siemens Česká republika.
Od března 2001 je místopředsedou představenstva akciové společnosti Union Group a od roku 2014 je společníkem s vkladem ve firmě belva.
Tomáš Hüner žije ve městě Havířov v okrese Karviná, konkrétně v části Životice.

## Politické působení
V letech 2006 až 2011 působil jako náměstek ministra průmyslu a obchodu ČR, tehdy ministerstvo řídili Martin Říman, Vladimír Tošovský a Martin Kocourek.
Na konci listopadu 2017 se stal kandidátem na post ministra průmyslu a obchodu ČR ve vznikající první vládě Andreje Babiše. Dne 13. prosince 2017 jej prezident Miloš Zeman do této funkce jmenoval. Funkci zastával do června 2018, kdy byla jmenována druhá vláda Andreje Babiše, jejímž členem se však již nestal.